# Филофей (Кизаревич)
Филофей Кизаревич (ум. 1645) — иеромонах Киево-Печерской лавры Русской православной церкви, игумен Киевского Михайловского Златоверхого монастыря с 1631 по 1645 год.

## Биография
О детстве и мирской жизни Кизаревича сведений практически не сохранилось, да и последующие биографические данные о нём очень скудны и отрывочны; известно, что именем иеромонаха Филофей Кизаревича подписано предисловие к книге «Преподобного отца нашего аввы Дорофея поучения душеполезна различна к своим учеником» (Киев, 1628). Предисловие имело вид послания или посвящения Петру Могиле «воеводичу земль Молдавских, милостию же Божиею архимандриту киевскому святыя великия лавры Печерския». Книга поучений с греческого переведена («исправися сие от древнего истинного и славного еллино-греческого диалекту») иеромонахом Иосифом по предложению Памвы Берынды, архитипографа Печерской обители (как значится в послесловии «к благочестивому читателю»).
В 1630 году Филофей (Кизаревич) был игуменом в Заручайском монастыре расположенном Овручском замке
С 1631 по 1645 год отец Филофей занимал должность игумена Киевского Михайловского Златоверхого монастыря.
Филофей Кизаревич умер 20 (30) апреля 1645 года во вверенной ему обители.